# Doktor Živago
 Ovo je glavno značenje pojma Doktor Živago. Za druga značenja pogledajte Doktor Živago (film).
Doktor Živago (ruski "Доктор Живаго" (Doktor Živago)) je roman ruskog pisca Borisa Pasternaka.
Roman je dobio ime po svome protagonistu Juriju Živagu – liječniku i hobi pjesniku. Riječ "živago" dijeli svoj korijen s ruskom riječi za život (жизнь). Život je, ujedeno, jedna od najvećih i najvažnijih tema ovog romana. U njemu je ispričana priča o čovjeku koji je razapet između dvije žene, čija je radnja većim djelom smještena u pozadini Ruske revolucije, te kasnije tijekom ruskog građanskog rata koji je trajao od 1918. do 1922. godine. Još dublje, ovaj roman raspravlja o neprilikama pojedinca nakon što se život koji je oduvijek poznavao dramatično raskidaju sile koje su izvan njegove kontrole. "Doktor Živago" je, također, jedan od najpoznatijih političkih romana 20. stoljeća.
Ovaj je roman nekoliko puta adaptiran za film. Najpoznatiji film koji je snimljen po ovome romanu je onaj iz 1965. godine čiji je redatelj bio David Lean. Nakon toga, ovaj je roman još nekoliko puta doživio adaptacije osim za film i za televiziju i kazalište.

## O samom romanu
Iako sadrži dijelove koji su napisani 1910-ih i 1920-ih, "Doktor Živago" nije završen sve do 1956. godine. Nakon što ga je dao na uvid za publikaciju novinama "Novi mir" odbili su ga objaviti zbog Pasternakovih političkih stajališta koja nisu bila korektna u očima Sovjetskih autoriteta. Naime, autor ovog romana, kao i sam glavni lik, Doktor Živago, se više brinuo o dobrobiti pojedinca nego o dobrobiti društva, zbog čega su Sovjetski cenzuri ovo djelo proglasili antimarksističkim zato što u djelu postoje implicitne kritike Staljinizma i reference o zatvorskim logorima. 1957. godine je talijanski izdavatelj Giangiacomo Feltrinelli prokrijumčario rukopis romana iz SSSR-a, te ga simultano objavio u dva izdanja, prvo na ruskom i drugo na talijanskom jeziku u svojoj izdavačkoj kući Feltrinelli u Milanu u Italiji. Sljedeće je godine objavljen i na engleskom (s ruskog su ga preveli Ehud Harari i Max Hayward), a nakon toga i još na ukupno osamnaest različitih jezika. Na objavljivanje ovog romana na toliko jezika i u toliko izdanja je i dijelom odgovorna činjenica što je njegovom piscu Borisu Pasternaku dodijeljena Nobelova nagrada za književnost 1958. godine. Nakon što je Sovjetska vlast saznala kako je Pasternak odabran te godine za osobu kojoj će se dodijeliti Nobelova nagrada u ovoj kategoriji, onda su vođe Sovjetske vlasti zatražili od Švedske akademije da mu je ne dodijele. No, nakon što im to nije uspjelo, onda je Sovjetska vlast navela samog pisca da odbije nagradu kako bi spriječili skandal kod kuće. Boris Pasternak je umro 30. svibnja 1960. godine prirodnom smrću.
Roman "Doktor Živago" je u Sovjetskom Savezu konačno objavljen 1988. godine i to na stranicama novina "Novi mir" iako se i već ranije postojala samizdatova izdanja ovog romana.

## Sažetak radnje
Juri Živago je osjećajan i poetičan gotovo do točke misticizma. Na medicinskom fakultetu ga je jedan od njegovih profesora podsjetio kako bakterije mogu biti lijepe ispod mikroskopa, ali kako one ljudima čine ružne stvari.
Živagov idealizam i principi stoje u kontrastu s brutalnosti i hororom prvog svjetskog rata, ruske revolucije te nakon toga i ruskog građanskog rata. Jedna od većih tema ovog romana je način kako su misticizam i idealizam podjednako uništavani od strane Boljševika i Bijele armije nakon što su obje strane učinile strahote. Juri svjedoči komadanju ljudi te mnogim drugim strahotama od kojih su patili nevino civilno stanovništvo tijekom nemira. Čak mu je i Lara, ljubav njegova života, oduzeta.
Razmišljao je o tome kako rat može cijeli svijet učiniti besmislenim, te kako on inače odgovornu skupinu ljudi može prisiliti da uništavaju jedni druge bez obzira na život. Njegovo putovanje kroz Rusiju ima epski, dramski, te skoro nadrealan osjećaj zato što putuje kroz svijet koji je u takvom striktnom kontrastu s njim, koji je relativno neiskrivljen s nasiljem, te s njegovom željom da nađe mjesto daleko od toga svega, što ga vodi u Arktički Sibirski kraj Rusije, te na kraju natrag u Moskvu. Pasternak daje suptilnu kritiku sovjetske ideologije: ne slaže se s idejom "građenja novog čovjeka", koji je protiv prirode.
Larin život je također razrađen do detalja. Lara, čije je puno ime Larisa Feodorovna Guišar (kasnije Antipova), je kćer buržoaske majke. U jednom trenu Lara je upletena u aferu s Viktorom Komarovskijem, moćnim odvjetnikom s političkim vezama, koji joj se u isto vrijeme gadi i sviđa. Zaručena je s Pavelom "Pašom" Antipovom – idealističkim mladim studentom koji se spleo s boljševicima preko svoga oca. Razapetu između dva muškarca, Komarovski je siluje jer je pokušala raskinuti njihov "dogovor" te ga ona pokuša ubiti.
Živago na kratko susreće Laru kada je asistirao svome mentoru nakon što je ovaj pozvan od Komarovskog na mjesto na kojem se Larina majka pokušala ubiti kao odgovor na skandaloznu vezu Lare i Komarovskog. Drugi kratki i značajni susret dogodio se na društvenoj božićnoj zabavi u konjunkciji s Larinim pokušajem ubojstva Komarovskog kao odgovor na to što ju je nedavno silovao. Živago je ovdje "dat" Lari kao vjenčani dar od ljubaznog Komarovskog. Lara i Živago se stvarno sretnu slijedeći susret na rubu ceste između kolona satnija – jednu su grupu sačinjavali bijedni dezertirajući veterani ruske vojske, dok su drugu grupu sačinjavali novi regrutirani vojnici ograničeni s beznadnim uvjetima na frontu. U to vrijeme Lara je služila kao medicinska sestra dok je tražila svoga supruga Antipova za kojeg se pretpostavljalo da je mrtav. Njih dvoje su se tada zaljubili dok su zajedno služili u provizornoj poljskoj bolnici. No, njih dvoje nisu svoju vezu konzumirali još dugo vremena, sve dok se nisu sreli u gradu Juriatinu nakon rata.
Paša i Komarovski i dalje nastavljaju igrati važne uloge u priči. Paša je navodno ubijen u Prvom svjetskom ratu, zapravo su ga zarobili Nijemci, no nakon nekog vremena uspijeva pobjeći. Nakon toga pridružuje se Boljševicima te postaje Strelnikov (onaj koji puca, krvnik, izvršitelj) – užasni general Crvene armije koji postaje poznat po tome što je egzekutirao Bijele zatvorenike (od tuda i njegov nadimak). No usprkos tome nikada nije postao pravi Boljševik, te cijelo vrijeme žudi za tim da borbe završe kako bi se mogao vratiti Lari. U filmskoj verziji ovog romana njegov je lik djelomično izmijenjen te su ga pretvorili u tvrdokornog Boljševika.
Još jedan važan lik ovog romana je Liberius, zapovjednik "Šumskog bratstva" – crveno-partizanske skupine koji unovači Jurija u svoju službu. Liberius je u romanu opisan kao "lajava" i tašta osoba, te kao predan i herojski revolucionar koji gnjavi Jurija sa svojim neprestanim prodikama o pravdi njihove svrhe te neizbježnosti njihove pobjede. Također je i ovisan o kokainu.
Komarovski se opet pojavljuje pri kraju priče. Tada je već stekao neki utjecaj u Boljševičkoj vladi zbog čega je i imenovan poglavarom Dalekoistočnom Republikom – Boljševička marionetska država u Sibiru. U tom trenutku nudi Živagu i Lari tranzit iz Rusije. Njih dvoje su to na početku odbijali, ali je na kraju Komarovski nasamo uspio nagovoriti Živaga kako je u Larinom interesu da odu iz Rusije. Zbog toga je Živago nagovorio Laru da ode s Komarovskim govoreći joj (lažno) kako će on uskoro krenuti za njom.
U međuvremenu je Antipov/Strelnikov ispao iz milosti te izgubio svoj položaj u Crvenoj armiji zbog čega se vratio u Varikino u blizini Juiratina gdje se nadao da će naći Laru. No ona je upravo otišla s Komarovskim. Nakon dugog razgovora s Živagom počinio je samoubojstvo. Sljedećeg jutra ga je pronašao sam Živago. U filmu je Antipov uhvaćen 5 milja izvan Juriatina. Na putu na vlastitu egzekuciju zgrabio je stražarev pištolj te se ubio. Od trenutka Antipove smrti Živagov život i zdravlje krenuli su nizbrdo: živio je (ali se nije oženio) s drugom ženom te je s njom imao dvoje djece, te je planirao brojne književne projekte koje nije završio, stalno je odsutan umom, nepredvidiv i loše. Na kraju se Lara vraća u Rusiju na dan Živagova sprovoda. Tada je nagovorila Evgrafa, Živagova polubrata, da nađe njezinu kćer, ali tada nestaje.
Tijekom drugog svjetskog rata Živagovi stari prijatelji Nika Dudorov i Miša Gordon su se sreli. Jedan od njihovih razgovora vrti se oko lokalne pralje koja se zove Tonja, koja je "bezprizornaja", tj. dijete bez roditelja, koja nije jedino takvo dijete nakon građanskog rata, te naravno o njezinoj sličnosti s Živagom. Nakon dosta vremena njih dvojica su se opet srela kada je izašlo prvo izdanje Živagovih pjesama. U romanu je nejasno zašto Živagova zbirka pjesama nije ranije objavljena ili zašto je objavljena tek sada.
Drugi važniji likovi u romanu su:
- Tonja Gromeko, Živagova supruga, te njezini roditelji Aleksandar i Ana, s kojima je Živago živio nakon što je izgubio svoje roditelje kao dijete;
- Jevgraf (Evgraf) Živago, Jurijev mlađi i nezakoniti polubrat (sin njegovog oca i mongolske princeze), je misteriozan lik koji stječe moć i utjecaj s Boljševicima te na taj način pomaže svojem polubratu izbjeći uhićenje.

Ovaj roman je pun čudnih slučajnosti: tijekom radnje likovi jednostavno nestaju i pojavljuju se naizgled nasumce, srećući jedni druge na najnevjerojatnijim mjestima.
Pasternakov opis pjevačice Kubarika u jednom od poglavlja ove knjige je gotovo identičan opisu romske pjevačice Nadežde Plevitskaje (1884. – 1940.) koji je dala Sofia Satina (sestrične i sestre od žene od Sergeja Rahmanjinova. Kako je Rahmanjinov bio prijatelj Pasternakove obitelji, a Plevitskaja je bila Rahmanjinova prijateljica, Plevitskaja je vjerojatno bila Pasternakova slika po kojoj je napisao ovo poglavlje, što također pokazuje kako je Pasternak imao glazbene korijene.

## Imena i mjesta u ovome romanu
- "Živago": ruski korijen živ je sličan ruskoj riječi жизнь što znači život;
- "Larisa": grčko ime koje znači svijet/ao/la i vese/o/la;
- "Komarovski": komar na ruskom jeziku znači komarac;
- "Paša": deminutivni oblik od ruskog imena Pavel, čiji je hrvatski ekvivalent ime Pavao;
- "Strelnikov": onaj koji puca, krvnik, izvršitelj;
- "Juriatin": izmišljeni grad koji se temelji na stvarnom gradu Permu;
- Originalna javna čitaonica u Juriatinu je zapravo Puškinova knjižnica u Permu;

## Filmske, televizijske i kazališne adaptacije
Roman "Doktor Živago" je nekoliko puta doživio razne adaptacije od onih za film, televiziju, pa i kazalište:
- 1959. godine je brazilski televizijski film (trenutačno je nedostupan) bila prva filmska verzija ovog romana.
- Najpoznatija adaptacija ovog romana je bila ona iz 1965. godine, a to je bila filmska adaptacija čiji je redatelj bio David Lean, dok su glavni glumci bili egipatski glumac Omar Sharif kao doktor Živago, engleska glumica Julie Christie kao Lara, te s Geraldine Chaplin kao Tonja i Alec Guinness kao Ievgraf. Ovaj je film doživio komercijalni uspjeh, te je ujedno osvoji i pet Oscara, no bio je kritičarski neuspjeh. Trenutačno je ovaj film široko priznat kao klasično popularan film. Maurice Jarre je ovom prilikom doživio i svoj uspjeh nakon što je za ovaj film napravio romantičnu Larinu temu – pjesma koja je postala velikim dijelom ono što je ljude privlačilo ovom filmu. Iako je ovaj film ostao vjeran radnji romana opisi nekoliko likova i događaja su primjetno drugačiji u odnosu na roman.
- 2002. je snimljena mini serija s Hansom Mathesonom, Keirom Knightley te Samom Neillom a prikazana je na britanskom televizijskom programu ITV u studenom te iste godine, te u sklopu Masterpiece Theatrea u SAD-u u studenom 2003. godine.
- 2002. godine je najavljeno kako će se snimati film po ovome romanu koji će biti napravljen isključivo za kabelsku televiziju, no na kraju je snimanje ipak otkazan. U tome filmu su trebali glumiti Jaseph Fiennes kao Živago te Jeremy Irons kao Komarovski. Nije jasno je li se ova verzija trebala naći u produkciji Masterpiece Theatrea, ili pak kao neka sasvim drugačija verzija od te.
- 2005. godine je nastao mjuzikl kao adaptacija ovog Pasternakovog romana, a ne Leanova filma iz 1965. godine. Ovaj je mjuzikl doživio svoj debi u kazalištu La Jolla Playhouse u San Diegu. Broadwayski debi ovog mjuzikla se planirao za 2007. godinu.
- 2006. godine je u Rusiji izdana mini serija od jedanaest dijelova.
- Mjuzikal pod imenom Doktor Živago je po rasporedu trebao svoju premijeru doživjeti u Uralskoj regiji u gradu Permu 22. ožujka 2007. godine, te ostati na repertoaru Permskog dramskog kazališta kroz 50. obljetnicu njegova postojanja. Grad Perm tvrdi kako postoje mnoge poveznice s ovim romanom otkako je njegov pisac evakuiran iz njega tijekom drugog svjetskog rata. Naime, zbog ovog romana je njegov pisac Boris Pasternak izmislio grad koji je nazvao Juriatin, no za kojeg se smatra da ga je pisac izmislio po stvarnome gradu Permu jer se mnoge lokacije i događaji iz ovog romana koji su se u njemu dogodili u Juriatinu mogu točno dovesti u vezu s Permom. Naime, Pasternak nije nazive mnogih ulica koje se spominju u Juriatinu mijenjao kada je grad Perm uzeo kao predložak za ovaj grad. Jedan od primjera koji potvrđuju ovu tezu je činjenica kako je javna čitaonica u kojoj su se Juri i Larisa slučajno sreli u Juriatinu točno ondje gdje se ona nalazi i u suvremenom Permu.